# 張星建

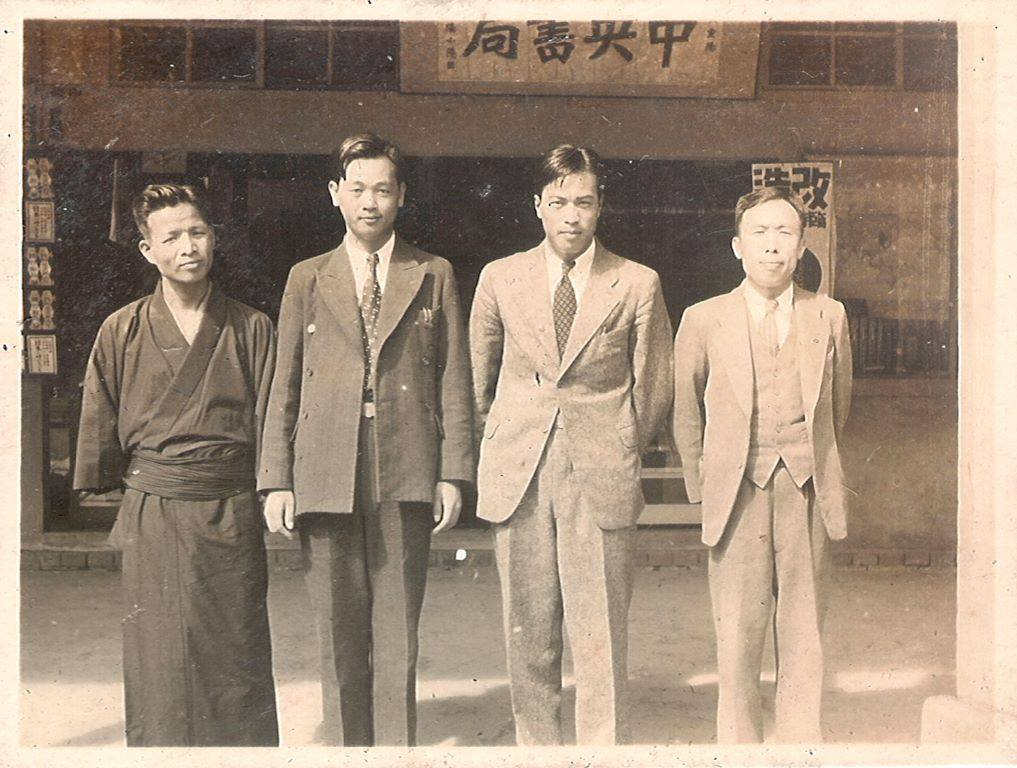
左起巫永福、吳來興、張星賢、張星建，攝影於臺中中央書局前

張星建（1905年10月23日—1949年1月20日），筆名掃雲，是一位出身臺中龍井的文化運動者。

## 生平

### 早年生活
明治三十八年（1905年）10月23日，張星建出生於母親林氏位在臺中州大甲郡龍井庄的娘家（一說於臺中市楠町），並成為他父母第一個誕生的孩子；當時，母親的家族在地方上具有聲望，並有多位親族考取秀才或醫生。張星建的祖父也曾因經商致富，但在傳承至他父輩時日漸衰退。
十八歲時，張星建考入臺灣總督府商業專門學校就讀，並在預科修習完畢後入本科就讀。不久，他因患病決定退學，並自此沒有再繼續升學。隨後，他隨父親進入乳製品工廠任職。
大正十五年（1926年），張星建進入千代田里太郎位在臺中市的律師事務所工作。1928年，張星建改於剛成立不久的中央書局擔任其營業部主任；此後，張星建開始在每年暑假帶領書局於當地舉辦洋畫講習會，甚至每年舉辦一次以上免費公開繪畫展覽會。

### 文藝生涯
1931年，張星建與賴和、葉榮鐘等發起設立「臺灣文藝作家協會」；同時，他經常參與「中州俱樂部」所舉辦之文藝活動。
1932年5月，張星建接任《南音》雜誌發行人兼編輯職務。
1934年，張星建與張深切、賴明弘等於臺中西湖咖啡館發起全島文藝作家聚會，舉行「第一回全臺文藝大會」， 並決定成立臺灣文藝聯盟（簡稱「文聯」）且親自擔任該組織之《臺灣文藝》雜誌的發行人兼編輯人。同年，張星建也義務協助郭雪湖籌辦其在臺中州立圖書館的個展，並在展前與其一同前往拜訪邀請林獻堂蒞臨觀展。
1930年代初，張星建曾參與於由陳炘與宮原武熊等人士所共同倡議成立的「大東亞共榮協會」。
日治末期，張星建曾擔任皇民奉公會臺中州支部奉公委員及臺中州地主增產協力會委員；同時，他也與陳炘、顏春福、楊逵等於臺中組成「臺中藝能奉公會」，演出台語舞台劇《怒吼吧！中國》，又兼任《臺灣文學》雜誌編輯委員。

### 捲入亂事
戰後初期，張星建曾加入臺中地區歡迎國民政府籌備會並擔任常任委員，負責「庶務」及「右連絡部」工作。陳儀就任臺灣省行政長官公署行政長官後，張星建更被指派為三民主義青年團（簡稱「三青團」）臺中市分團長。不久，二二八事件發生，張星建團下區隊長林連城及賴耿松被逮捕，林連宗及童炳輝則陸續失蹤；同時，張星建加入臺中市時局處理委員會，並在國民革命軍進入當地清鄉時逃亡南投山區藏匿數月。
1949年1月21日，張星建被離奇慘殺，並棄屍於臺中市大正橋下。

## 家庭
張星建育有張惠炘等子女。
台灣第一位奧運選手張星賢是其堂弟。

## 評價
- 小說家呂赫若認為張星建是「臺灣文化界的綠洲」。[3]
- 作家巫永福稱他為「臺中市的甘草」及「せわやく（日语：世話人）、世話役」(日語意為：協力主持人)。[3]
- 藝術創作者王水河稱他為「臺中的文化市長」 。[3]

## 軼事
- 張星建曾被張深切取綽號為「萬善堂」，意指什麼都好、有求必應。[3]

## 外部連結
- 台灣文學目前的各種問題